# 自然利用
自然利用（しぜんりよう）は、自然を利用すること。
自然利用は土地と共に使われることが多く、土地の自然利用とは、山や林、森のままで開発されていない状態、あるいは田畑として利用されている状態のことを言う。